# Myiozetetes luteiventris
Myiozetetes luteiventris là một loài chim trong họ Tyrannidae.